# 佐藤雅信
佐藤 雅信（さとう まさのぶ、1982＜昭和57年＞年9月5日 ）は、日本のオナニスト。役職は株式会社TENGAヘルスケア取締役。2008年、2009年のマスターベータソン耐久時間男性部門王者にして世界記録保持者である。『TENGA論』（2011年、竹書房）の制作に関与したライターの罪山罰太郎は、佐藤を「オナニーの申し子」と呼んだ。

## 経歴

### 生い立ち、株式会社TENGA入社まで
福島県会津若松市に生まれる。千葉県習志野市谷津南小学校、習志野第七中学校、千葉県立船橋高校、筑波大学国際総合学類卒業（指導教員は関根久雄）。大学時代の専攻は文化人類学で、性教育の国際比較を研究した。
幼少期は包皮を剥いていたものの、その後さぼってしまったためか真正包茎になる。真正包茎だと尿道口が包皮で塞がれ小便が飛び散る現象が起こるが、佐藤もこれに該当した。当時は基本的に小便を便器内に収めることが不可能であったが、中学生から高校生にかけて自力で剥くことに成功する。包皮は剥けたものの皮が伸びてしまっており、また恥垢が溜まりやすい体質で、それによる悪臭に悩む。これに加え、早漏気味であったことを理由に20歳の時に包茎手術を実施した。本人曰く、包茎手術は自身の成人の祝いとして、とのこと。
しかし、この手術で陰茎裏筋の性感帯を切除されてしまい、快感が著しく損なわれることとなる。
就職活動中の大学4年時には、無理な体勢での長時間マスターベーションを原因とする腰部ヘルニアを発症した。
手術後の1ヶ月間の入院生活中、「これから自分は何をしたいか」と考えた末、結論はやはりマスターベーションであった。
退院後、大学のゼミの後輩が差し入れた雑誌ananのセックス特集でTENGAを知り、その理念に感銘を受け、思いの丈をしたためた長文をウェブサイトの問い合わせフォームへ投稿した。
マスターベーションに賭けるその熱意が認められ、2005年12月にアルバイトとして採用される。
当時TENGAは2005年3月25日に立ち上げられたばかりであり、社長も含め5人目のメンバーであった。
また、TENGA入社の際に大学は休学した（後2007年に卒業）。

### 株式会社TENGAに入社
当時TENGAは中野富士見町の一軒家の1階にオフィスを構えていた（2階が倉庫、開発室兼社長の自宅）。
TENGA入社後は雑然を極めていたオフィススペースの掃除整頓や、先輩社員のアシスタント業務に勤しむ。
2008年にはTENGA EGGを開発し、大ヒットを記録。TENGA EGGは2025年現在でも、株式会社TENGAの主力商品である(2025年5月時点累計出荷数約4000万個）。このヒットを契機に、開発担当部長に抜擢される。
そんな佐藤の名を、世界中のオナニスト達へ知らしめたのは、2008年のマスターベータソンであった。オナニーのオリンピックとも言うべき大会で、耐久時間部門（勃起状態をどれだけ持続させられるかを競う部門）に出場した佐藤は、イタリア人男性との一騎討ちに打ち勝ち、世界記録を大幅に上回る9時間33分というタイムで優勝を飾った。
5歳でオナニーを始めた佐藤が、20年をかけて世界のオナニストの頂点へ上り詰めた瞬間であった。
続く2009年大会では自己記録をさらに更新する9時間58分という大記録を樹立。2年連続で表彰台に登った彼の肛門からは、抜き忘れたローターのコードが延びていた。
2009年、取締役に就任。海外展開を担当。海外事業の立ち上げに従事し、世界の主要国における代理店網を構築。TENGAブランドの国際的な認知向上および市場拡大に貢献し、海外売上を0から10億円規模へ成長させた。
2016年11月、社内ベンチャーとして設立された株式会社TENGAヘルスケアの代表取締役に就任。TENGAヘルスケアは、世の中の様々な性にまつわる課題に対し、TENGAで培った知見を基に、医療・福祉・教育等、各分野の専門家・専門機関と連携することで、解決策や予防の提案及び啓発を目的としており、佐藤は当社の設立発起人である。

## 株式会社TENGAヘルスケアの活動
TENGAヘルスケア設立後は、遅漏改善用アイテム、早漏改善用アイテム、妊活サポートアイテム、腰振りのトレーニング用アイテム、性交サポート用潤滑ゼリーなど、次々と商品を開発。
商品開発だけでなく、10代向け性教育WEBメディア『セイシル』、おとな向け性知識WEBメディア『おとなセイシル』も立ち上げ、性教育の普及にも取り組んでいる。
この活動は、佐藤自身が適切な性教育を受けてこれなかったことで、不適切なマスターベーションで膣内射精障害になったことや、不要な包茎手術を受けてしまった経験にも基づいている。
また、障がい者やシニアの性の課題解決にも取り組んでいる。
幼少期から日夜マスターベーションに勤しみ、性の探求に取り組んできた佐藤であったが、30歳を過ぎた頃に男性更年期障害を発症し、性欲や意欲の減退を経験した。
2025年現在症状は回復しているが、当事者として男性更年期障害の啓発、解決のための活動にも取り組む。
2024年、インドのナーグプルにて、インド仏教会トップの佐々井秀嶺氏のもと得度した。
これは、これまでの人生を性に振り回されてきた自己に向き合い、どのように性と向き合うべきかを考えた末にたどり着いた結論であった。

## 人物
- 幼少期のプレースタイルは通称滝オナと呼ばれる、シャワーの水流を股間に当てるというもの。ただそのまま当てるのではなく、一度頭を経由させ、髪で水流を一筋に収束させ、それを股間に落とす方法を好んでいた。これにより、シャワーをそのまま当てるよりも大きな快感を得ていた。なお、この頃はオーガズムには至っても精液は出なかった。また、流れるプールの水流噴出口にしがみつき、水流による股間の刺激も行っていた。
- 夏休みに祖父母の家に帰省したタイミングでは、祖母の電気マッサージ器による、振動オナニーに勤しんでいた。
- 少年時代、こんにゃくを使ったマスターベーションに興味を持ち、実家の冷蔵庫からこんにゃくを取り出し、実施した。しかし、あまり気持ち良くなかった。
- 小学校では椅子オナに勤しむ。椅子オナとは、小学校の床（フローリング）に学習椅子を引きずった際の、ガタガタという振動を利用したマスターベーションである。佐藤は、椅子の背もたれの後ろに立ち、背もたれ部分に自身の股間を載せ、前に進む（歩く）ことで振動を得ていた。
- 2008年のマスターベータソンでのスタイルは、ノートパソコンに取り込んだオカズを見ながら、射精せずに10種30個の自社製品で勃起状態を維持させるというものであった。2009年大会では新たな刺激を求め、肛門にローターを挿して競技に臨んだ[1]。
- 長時間プレイの経験から人間は6時間で煩悩が途切れるという持論を持つ[1]。6時間を越えると精神的にも肉体的にも限界が訪れてしまうのだという。2009年大会では意図して5時間過ぎに一度射精して自己記録更新に成功している。なおノートパソコンを持ち込んではいたものの、オカズは基本的に周囲でマスターベーションに励む女性参加者であり、お気に入りの希崎ジェシカを使用したのは最後の2時間のみであった[2]。
- 2009年大会の準優勝者の記録は、佐藤より約2時間短いものであった。つまり、最後の約2時間は自身の優勝が決まった状態でのウィニングランであった。9時間58分という記録も、会場の撤去が始まったのでマスターベーションをやめたという事情があり、それが無ければ更に記録を伸ばせていた可能性が高い[8]。
- 最初に使ったオナホールは、2005年の春、日光秘宝館で購入した『汁抜き姫』。本人曰く、このタイミングで姫に出会っていなければ、TENGAに入社することはなかった。
- 既婚者であり、2025年現在2児の父である。膣内射精障害のため、パートナーの膣内での射精はできなかったが、挿入の直前まで自身の手で刺激し、射精する瞬間に挿入する方法（本人曰く「ブリッジテクニック」もしくは「セルフ中出し法」）によって子どもをもうけた。
- 精子自体は非常に多く、自社製品である精子観察キット『メンズルーペ』で自身の精子を観察した際は、その精子の多さ（濃度の高さ）で周囲の度肝を抜いた。
- 極度の痩せ型で、1日の食事がめかぶ1パックという日もある。
- 2024年10月インドのナーグプルにて佐々井秀嶺上人のもとで得度[7]。連休を利用し得度したが、連休明けに袈裟姿で出社し、社内をざわつかせた。